# Phylliidae
De Phylliidae vormen een familie in de orde van de wandelende takken. De wetenschappelijke naam van deze familie is voor het eerst voorgesteld door Karl Brunner-von Wattenwyl in een publicatie uit 1893.

## Onderverdeling in geslachten

### Onderfamilie PhylliinaeBrunner von Wattenwyl, 1893

#### Tribus NanophylliiniZompro & Grösser, 2003
- Acentetaphyllium Cumming & Le Tirant, 2022
- Nanophyllium Redtenbacher, 1906

#### Tribus PhylliiniBrunner von Wattenwyl, 1893
- Chitoniscus Stål, 1875
- Comptaphyllium Cumming, Le Tirant & Hennemann, 2019
- Cryptophyllium Cumming, Bank, Bresseel, Constant, Le Tirant, Dong, Sonet & Bradler, 2021
- Microphyllium Zompro, 2001
- Phyllium Illiger, 1798
- Pseudomicrophyllium Cumming, 2017
- Pulchriphyllium Griffini, 1898
- Rakaphyllium Cumming & Le Tirant, 2022
- Trolicaphyllium Cumming, Le Tirant & Büscher, 2021
- Vaabonbonphyllium Cumming & Le Tirant, 2022
- Walaphyllium Cumming, Thurman, Youngdale & Le Tirant, 2020